# Tetramorium semireticulatum
Tetramorium semireticulatum is een mierensoort uit de onderfamilie van de Myrmicinae. De wetenschappelijke naam van de soort is voor het eerst geldig gepubliceerd in 1917 door Arnold.